# Witless Bay
Witless Bay es una ciudad en la península de Avalon en la provincia canadiense de Terranova y Labrador. Ubicada en Irish Loop, a 35 km al sur de la capital provincial, St. John's, Witless Bay es una pequeña, pintoresca y tradicional comunidad portuaria de Terranova. La ciudad tenía una población de 1640 en el censo de Canadá de 2021. Está conectado con la Reserva Ecológica Witless Bay.
Witless Bay es el escenario de la novela de Howard Norman, The Bird Artist.

## Etimología
Uno de los habitantes europeos originales de la zona fue el Capitán Whittle, que había traído a su familia de Dorset, Inglaterra, a Terranova. El área lleva su nombre: Whittle's Bay. Cuando el Capitán Whittle murió, su viuda y sus hijos regresaron a Inglaterra. Whittle's Bay (que a partir de entonces fue "Whittles-less) finalmente se convirtió en Witless Bay.

## Historia
En 1675, la población de Witless Bay es de 34 habitantes.
En 1700, los sirvientes de pesca irlandeses comienzan a llegar al área y rápidamente comienzan a superar en número a los ingleses.
En 1755, cuando el catolicismo todavía está prohibido en Terranova, sacerdotes disfrazados de pescadores atienden las necesidades espirituales de la comunidad.
En 1836, el primer censo oficial de Terranova sitúa la población en 542 habitantes, de los cuales 540 eran católicos.
En 1845, se abre la iglesia católica.
En 1860, las Hermanas de la Presentación abren un convento y una escuela para niñas.
En 1871, la población llega a 928.
En la década de 1960, las personas se reubican desde Gallows Cove en el promontorio sur de Witless Bay hasta la comunidad de Witless Bay.
En 1986, se incorpora Witless Bay,
En 1986 - El primer administrador de la ciudad de Witless Bay es Joan Marie Yard (1943-1999)
En 2016, la población llega a 1619, la población crece un 38,7% desde 2011, lo que la convierte en la ciudad de más rápido crecimiento en la provincia.

## Datos demográficos
En el Censo de Población de 2021 realizado por Statistics Canada, Witless Bay tenía una población de 1640 que vivían en 611 de sus 656 viviendas privadas totales, un cambio de 1,3 % con respecto a su población de 2016 de 1619. Con una superficie de 17,61 km2 (6,80 millas cuadradas), tenía una densidad de población de 93,1/km2 (241,2 millas cuadradas) en 2021.

## Economía

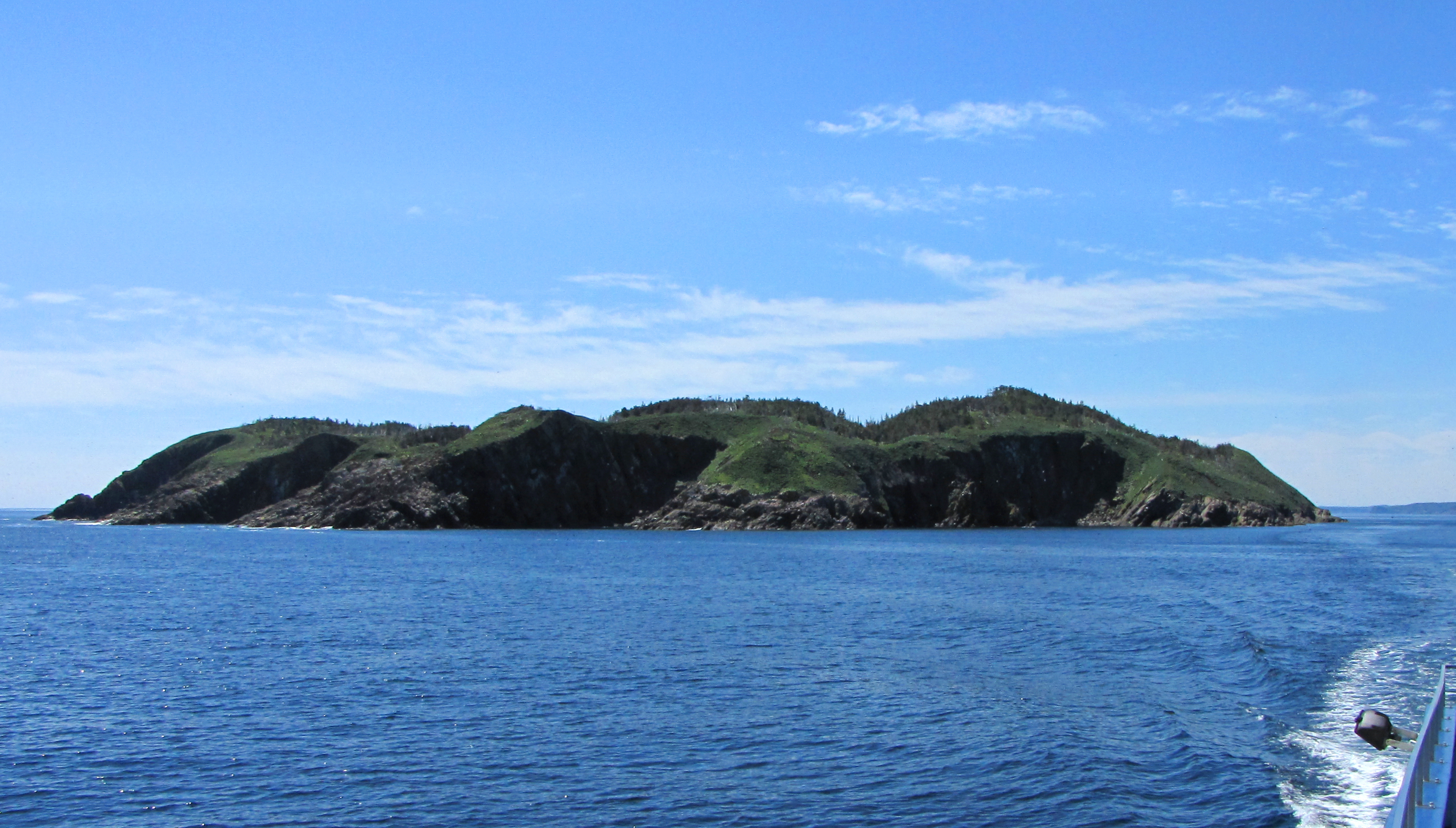
Isla Gaviota, Bahía Witless

Witless Bay es una comunidad pesquera, establecida por primera vez debido a su cercanía a los ricos caladeros de los Grandes Bancos. El turismo también es una parte importante de la comunidad, ya que la comunidad alberga la Reserva Ecológica Witless Bay, que contiene la colonia de frailecillos atlánticos más grande de América del Norte y la segunda colonia más grande del mundo de paíños de Leach. La presencia de estas colonias de aves ha dado origen a Witless Bay Puffin and Petrel Patrol, una organización de voluntarios que tiene como objetivo salvar a los polluelos varados y devolverlos a salvo al océano. Establecimientos de alojamiento y desayuno, cafeterías, un operador turístico de ballenas y frailecillos, varios artesanos y Witless Bay and Area Puffin and Petrel Patrol atraen a visitantes de todo el mundo.
La escuela primaria St. Bernard's, parte del Distrito Escolar del Este, está ubicada en Witless Bay. La ciudad también alberga una de las tres plantas de procesamiento de cangrejo que sobreviven en Irish Loop.

## Gobierno
El Ayuntamiento de Witless Bay está compuesto por un alcalde, un teniente de alcalde y cinco concejales. El actual alcalde de la ciudad es Trevor Croft. El teniente de alcalde es Lorna Yard. Los concejales son Nancy Burke, Ralph Carey, Gerard Dunne, Jacob Hayden y Alex Troake.
Joan Marie Yard fue la primera administradora de la ciudad de Witless Bay (desde su incorporación en 1986 hasta su muerte a la edad de 55 años en 1999). Fue muy activa en traer muchas iniciativas nuevas a la ciudad, incluidas las Guías femeninas de Canadá, el Departamento de Bomberos Voluntarios de Witless Bay, y fue fundamental en la creación del Desfile de Papá Noel de Witless Bay. También fue organista de la iglesia local y defensora de la preservación de los bienes naturales.
La administradora actual de la ciudad es Geraldine Jeddore Caul, que tiene raíces en la comunidad aborigen de Terranova y Labrador y es hija de John Nick Jeddore, autor del libro Moccasin Tracks: A Memoir of Mi'kmaw Life in Newfoundland.
En el otoño de 2017, todo el concejo municipal fue elegido sin oposición. Por razones legales, una de sus primeras decisiones importantes fue un voto unánime a favor de derogar las normas sobre transparencia, ética, conflicto de intereses y uso de suelo establecidas por el anterior cabildo y reenviar el manual a Asuntos Municipales para su revisión y aceptación. Después de la reacción violenta del público contra las decisiones del ayuntamiento en las redes sociales, en marzo de 2018 votó por unanimidad usar fondos públicos para contratar a un abogado penalista para investigar a sus críticos en línea.